# Moment a Rhythm
A moment A rhythm a Ling tosite sigure japán rockegyüttes második kislemeze, amely 2008. december 24-én jelent meg korlátozott példányszámban a Sony Music Associated Records kiadó gondozásában. A kiadvány kislemezekhez mérten szokatlanul magas, 3000 jenes áron került forgalomba, mivel a lemez mellett egy az együttes frontembere, TK által az Egyesült Királyságban készített fényképekből álló 48 oldalas fotókönyv is a részét képezi. A just A moment albumra a dal rövidebb, 7:17-es változata került fel.
A kislemez a tizenötödik helyen nyitott a japán Oricon eladási listáján 11 636 példánnyal. A listán négy hetet töltött el és összesen 12 886 példányt adtak el belőle.

## Számlista
Az összes szám szerzője TK.
| 1.    | moment A rhythm | 16:50 |
| 16:50 |                 |       |